# آران‌ای کوچک هسته‌ای

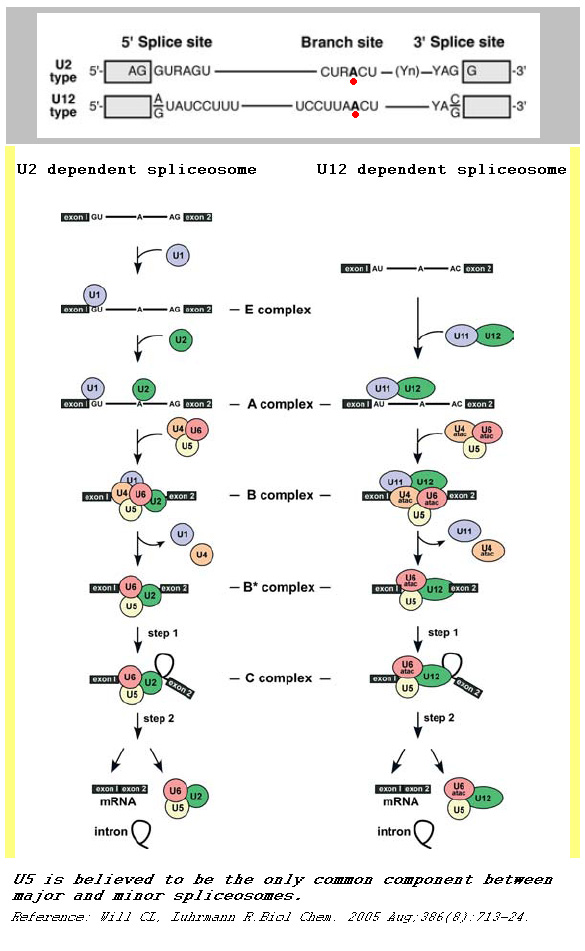
مقایسه‌ای بین سازوکارهای پیرایشگری اصلی و فرعی

آران‌ای کوچک هسته‌ای (snRNA) نوعی آران‌ای غیر-کدکننده است که پیرایش پیش‌ساز آران‌ای پیام‌رسان را کاتالیز می‌کند. هر snRNA با چندین پروتئین، تشکیل یک کمپلکس آران‌ای-پروتئین می‌دهد که به آن‌ها ریبونوکلئوپروتئین کوچک هسته‌ای (snRNP) می‌گویند. در لکه‌های پیرایشگر (Splicing Speckles) (درون هسته سلولی) و اجسام کاخال (Cajal Bodies) هستهٔ سلول‌های یوکاریوتی یافت می‌گردند. اندازهٔ یک snRNA به‌طور میانگین تقریباً به اندازهٔ ۱۵۰ نوکلئوتید است. snRNAها با هرکدام از آران‌ای پلی‌مراز II یا آران‌ای پلی‌مراز III رونویسی می‌شوند. عملکرد اصلی snRNAها در پردازش RNA پیش-پیامبر (hnRNA) درون هسته است. همچنین نشان داده شده‌است که آن‌ها در تنظیم عوامل رونویسی (7SK RNA) یا آران‌ای پلی‌مراز II (یا به‌طور دقیق‌تر B2 RNA) و نگهداری تلومرها نیز نقش دارند.

## کلاس‌ها و وظایف
snRNAها در دو مسیر پیرایشگر اصلی (U1, U2, U4/U6, U5) و پیرایشگر فرعی (U11, U12, U4atac, U6atac, U5) شرکت دارند؛ مسیر فرعی برای حذف اینترون‌های U12-وابسته ضروری است.

## ساختار و اصلاح‌های پساترانویسی
هر snRNA حدود ۱۰۰–۲۰۰ نوکلئوتید دارد و ساختار دوّاری یا تنه‌ای می‌سازد. snRNAها تحت اصلاحات متیلاسیون و پسیودوریدیل سازی قرار می‌گیرند که برای کارکرد صحیح پیرایشگر لازم است.

## بیوسنتز و تجمع هسته‌ای
snRNAها توسط آران‌ای پلی‌مراز II یا آران‌ای پلی‌مراز III رونویسی شده، پس از برش و افزودن کلاهک، از سیتوزول بازگشته و در جسم کاخال و لکه‌های پیرایشگر (Splicing speckles) تجمع می‌یابند.

## نقش در بیماری‌ها
اختلال در snRNAها یا snRNPها با بیماری‌های نورودژنراتیو مانند آلزایمر و ALS در ارتباط است؛ تجمع نادرست U1-70K در آلزایمر و جابجایی U1 snRNP در سلول‌های ALS مشاهده شده‌است.